# Aleksandar Petaković
Aleksandar Petaković (Belgrado, 6 febbraio 1930 – Kraljevo, 12 aprile 2011) è stato un calciatore jugoslavo, di ruolo attaccante.